# Tennis da spiaggia ai I Giochi del Mediterraneo sulla spiaggia
Il tennis da spiaggia ai I Giochi del Mediterraneo sulla spiaggia si è svolto dal 28 agosto al 1 settembre 2015 a Pescara, in Italia, durante i I Giochi del Mediterraneo sulla spiaggia: al torneo hanno partecipato nove nazionali che si sono sfidate nei tornei di doppio maschile, femminile e misto.

## Regolamento
Ogni nazione può inscrivere al massimo 2 coppie per ogni categoria. Le coppie si sfidano con eliminazione diretta.

## Torneo Maschile

### Nazioni Partecipanti
- Algeria (2 squadre)
- Cipro (2 squadre)
- Egitto (2 squadre)
- Grecia (1 squadra)
- Italia (2 squadre)
- Marocco (1 squadra)
- San Marino (1 squadra)
- Slovenia (1 squadra)
- Tunisia (1 squadra)

### Formazioni
| Algeria   |                           |      |
| Squadra A | Cognome e Nome            | Anno |
| Squadra A | Ghezal Youcef             | 1994 |
| Squadra A | Ikhlef Aymen              | 1997 |
| Squadra B | Cognome e Nome            | Anno |
| Squadra B | Keciba Mohamed Abdelwakil | 1992 |
| Squadra B | Zioui Amir Abdelkader     | 1992 |

| Cipro     |                           |      |
| Squadra A | Cognome e Nome            | Anno |
| Squadra A | Baghdatis Petros          | 1979 |
| Squadra A | Koutrouza Cristopher      | 1987 |
| Squadra B | Cognome e Nome            | Anno |
| Squadra B | Keciba Mohamed Abdelwakil | 1969 |
| Squadra B | Voniatis Christos         | 1990 |

| Egitto    |                 |      |
| Squadra A | Cognome e Nome  | Anno |
| Squadra A | Abdelaziz Ahmed | 1992 |
| Squadra A | Mohamed Mohamed | 1985 |
| Squadra B | Cognome e Nome  | Anno |
| Squadra B | Aziz Ahmed      | 1977 |
| Squadra B | Ghoneim Mohamed | 1977 |

| Grecia    |                      |      |
| Squadra A | Cognome e Nome       | Anno |
| Squadra A | Dimopoulos Ioannis   | 1978 |
| Squadra A | Karavasilis Georgios | 1981 |

| Italia    |                      |      |
| Squadra A | Cognome e Nome       | Anno |
| Squadra A | Bollettinari Diego   | 1994 |
| Squadra A | Valmori Dennis       | 1996 |
| Squadra B | Cognome e Nome       | Anno |
| Squadra B | Casadei Teo          | 1994 |
| Squadra B | Pazzaglia Gian Maria | 1997 |

| Marocco   |                |      |
| Squadra A | Cognome e Nome | Anno |
| Squadra A | Bouaouda Anass | 1994 |
| Squadra A | Medina Adil    | 1985 |

| San Marino |                |      |
| Squadra A  | Cognome e Nome | Anno |
| Squadra A  | Bombini Nicolò | 1995 |
| Squadra A  | Galli Alvise   | 1998 |

| Slovenia  |                |      |
| Squadra A | Cognome e Nome | Anno |
| Squadra A | Brinovec Uros  | 1989 |
| Squadra A | Cevka Urban    | 1988 |

| Tunisia   |                |      |
| Squadra A | Cognome e Nome | Anno |
| Squadra A | Gharbi Slim    | 1978 |
| Squadra A | Inoubli Jamel  | 1994 |

### Ottavi di finale
| 29 agosto 2015, ore 15:00 CEST Stadio del Mare #2, Pescara | Grecia      | 2 - 0 | Egitto (A) | 6 - 1, 6 - 0 | [ 2 ] |
| 29 agosto 2015, ore 15:00 CEST Stadio del Mare #1, Pescara | Algeria (A) | 0 - 2 | Cipro (B)  | 3 - 6, 2 - 6 | [ 3 ] |
| 29 agosto 2015, ore 16:15 CEST Stadio del Mare #1, Pescara | Algeria (B) | 0 - 2 | San Marino | 0 - 6, 2 - 6 | [ 4 ] |
| 29 agosto 2015, ore 19:05 CEST Stadio del Mare #1, Pescara | Egitto (B)  | 0 - 2 | Italia (A) | 0 - 6, 0 - 6 | [ 5 ] |
| 29 agosto 2015, ore 19:45 CEST Stadio del Mare #1, Pescara | Tunisia     | 0 - 2 | Marocco    | 1 - 6, 4 - 6 | [ 6 ] |

### Riassunto fase finale
|  | Quarti     | Quarti     |            |            | Semifinale         | Semifinale         |  |  | Finale 1º/2º posto | Finale 1º/2º posto |
|  |            |            |            |            |                    |                    |  |  |                    |                    |
|  |            |            |            |            |                    |                    |  |  |                    |                    |
|  |            |            |            |            |                    |                    |  |  |                    |                    |
|  | Grecia     | 2          |            |            |                    |                    |  |  |                    |                    |
|  | Grecia     | 2          |            |            |                    |                    |  |  |                    |                    |
|  | Cipro (B)  | 0          |            |            |                    |                    |  |  |                    |                    |
|  | Cipro (B)  | 0          | Grecia     | 0          |                    |                    |  |  |                    |                    |
|  |            |            | Grecia     | 0          |                    |                    |  |  |                    |                    |
|  |            | Italia (B) | 2          |            |                    |                    |  |  |                    |                    |
|  | Italia (B) | Italia (B) | 2          | 2          |                    |                    |  |  |                    |                    |
|  | Italia (B) |            |            | 2          |                    |                    |  |  |                    |                    |
|  | Marocco    | 0          |            |            |                    |                    |  |  |                    |                    |
|  | Marocco    | 0          | Italia (B) | 1          |                    |                    |  |  |                    |                    |
|  |            |            | Italia (B) | 1          |                    |                    |  |  |                    |                    |
|  |            | Italia (A) | 1          |            |                    |                    |  |  |                    |                    |
|  | San Marino | Italia (A) | 1          | 2          |                    |                    |  |  |                    |                    |
|  | San Marino |            |            | 2          |                    |                    |  |  |                    |                    |
|  | Cipro (A)  | 0          |            |            |                    |                    |  |  |                    |                    |
|  | Cipro (A)  | 0          | San Marino | 1          | Finale 3º/4º posto | Finale 3º/4º posto |  |  |                    |                    |
|  |            |            | San Marino | 1          | Finale 3º/4º posto | Finale 3º/4º posto |  |  |                    |                    |
|  |            | Italia (A) | 2          |            |                    |                    |  |  |                    |                    |
|  | Italia (A) | Italia (A) | 2          | 2          | Grecia             | 1                  |  |  |                    |                    |
|  | Italia (A) |            |            | 2          | Grecia             | 1                  |  |  |                    |                    |
|  | Slovenia   | 0          |            | San Marino | 2                  |                    |  |  |                    |                    |
|  | Slovenia   | 0          |            |            | 2                  |                    |  |  |                    |                    |
|  |            |            |            |            |                    |                    |  |  |                    |                    |
|  |            |            |            |            |                    |                    |  |  |                    |                    |

### Quarti di finale
| 30 agosto 2015, ore 15:30 CEST Stadio del Mare #2, Pescara | Grecia     | 2 - 0 | Cipro (B) | 6 - 2, 6 - 1 | [ 7 ]  |
| 30 agosto 2015, ore 16:00 CEST Stadio del Mare #1, Pescara | Italia (B) | 2 - 0 | Marocco   | 6 - 0, 6 - 2 | [ 8 ]  |
| 30 agosto 2015, ore 20:45 CEST Stadio del Mare #1, Pescara | San Marino | 0 - 2 | Cipro (A) | 7 - 5, 6 - 2 | [ 9 ]  |
| 30 agosto 2015, ore 22:10 CEST Stadio del Mare #1, Pescara | Italia (A) | 2 - 0 | Slovenia  | 6 - 2, 6 - 1 | [ 10 ] |

### Semifinali
| 31 agosto 2015, ore 19:05 CEST Stadio del Mare #1, Pescara | Italia (A) | 2 - 1 | San Marino | 6 - 2, 4 - 6, 6 - 1 | [ 11 ] |
| 31 agosto 2015, ore 22:00 CEST Stadio del Mare #1, Pescara | Italia (B) | 2 - 0 | Grecia     | 6 - 2, 6 - 3        | [ 12 ] |

### Finale 3º/4º posto
| 1 settembre 2015, ore 18:15 CEST Stadio del Mare #1, Pescara | Grecia | 1 - 2 | San Marino | 6 - 4, 6 - 7, 6 - 7 | [ 13 ] |

### Finale 1º/2º posto
| 1 settembre 2015, ore 22:15 CEST Stadio del Mare #1, Pescara | Italia (A) | 1 - 2 | Italia (B) | 4 - 6, 6 - 3, 1 - 6 | [ 14 ] |

## Torneo Femminile

### Nazioni Partecipanti
- Algeria (1 squadra)
- Cipro (1 squadra)
- Egitto (1 squadra)
- Grecia (1 squadra)
- Italia (2 squadre)
- Marocco (1 squadra)
- San Marino (1 squadra)
- Slovenia (1 squadra)
- Tunisia (1 squadra)

### Formazioni
Per quanto riguarda il torneo femminile solo la nazionale italiana ha presentato due squadre.
| Algeria   |                      |      |
| Squadra A | Cognome e Nome       | Anno |
| Squadra A | Benaissa Amira       | 1989 |
| Squadra A | Boukezzi Fatma Zohra | 1993 |

| Cipro     |                     |      |
| Squadra A | Cognome e Nome      | Anno |
| Squadra A | Tsakkistou Marianna | 1996 |
| Squadra A | Tsangaridou Antria  | 1997 |

| Egitto    |                  |      |
| Squadra A | Cognome e Nome   | Anno |
| Squadra A | Elsharkawi Aliaa | 1988 |
| Squadra A | Elwany Marwa     | 1976 |

| Grecia    |                            |      |
| Squadra A | Cognome e Nome             | Anno |
| Squadra A | Papavasileiou Eirini Eleni | 1977 |
| Squadra A | Sotiriadou Aspasia         | 1984 |

| Italia    |                         |      |
| Squadra A | Cognome e Nome          | Anno |
| Squadra A | Nobile Nicole           | 1995 |
| Squadra A | Valentini Ninny Jannika | 1999 |
| Squadra B | Cognome e Nome          | Anno |
| Squadra B | Casadei Veronica        | 1998 |
| Squadra B | Giusti Greta            | 2000 |

| Marocco   |                |      |
| Squadra A | Cognome e Nome | Anno |
| Squadra A | Hidas Selma    | 1989 |
| Squadra A | Oufares Meryem | 1984 |

| San Marino |                   |      |
| Squadra A  | Cognome e Nome    | Anno |
| Squadra A  | Grandi Alice      | 1995 |
| Squadra A  | Zafferani Camilla | 1994 |

| Slovenia  |                  |      |
| Squadra A | Cognome e Nome   | Anno |
| Squadra A | Cuderman Marcela | 1990 |
| Squadra A | Wildmann Lea     | 1990 |

| Tunisia   |                            |      |
| Squadra A | Cognome e Nome             | Anno |
| Squadra A | Ben Cheikh Boubaker Cyrine | 1996 |
| Squadra A | Elmi Yosr                  | 1996 |

### Ottavi di finale
| 29 agosto 2015, ore 16:15 CEST Stadio del Mare #2, Pescara | Tunisia | 0 - 2 | Egitto  | 1 - 6, 2 - 6        | [ 15 ] |
| 29 agosto 2015, ore 17:15 CEST Stadio del Mare #1, Pescara | Cipro   | 2 - 1 | Marocco | 6 - 3, 4 - 6, 7 - 5 | [ 16 ] |

### Riassunto fase finale
|  | Quarti     | Quarti      |            |        | Semifinale         | Semifinale         |  |  | Finale 1º/2º posto | Finale 1º/2º posto |
|  |            |             |            |        |                    |                    |  |  |                    |                    |
|  |            |             |            |        |                    |                    |  |  |                    |                    |
|  |            |             |            |        |                    |                    |  |  |                    |                    |
|  | Italia (B) | 2           |            |        |                    |                    |  |  |                    |                    |
|  | Italia (B) | 2           |            |        |                    |                    |  |  |                    |                    |
|  | Cipro      | 0           |            |        |                    |                    |  |  |                    |                    |
|  | Cipro      | 0           | Italia (B) | 2      |                    |                    |  |  |                    |                    |
|  |            |             | Italia (B) | 2      |                    |                    |  |  |                    |                    |
|  |            | San Marino) | 0          |        |                    |                    |  |  |                    |                    |
|  | San Marino | San Marino) | 0          | 2      |                    |                    |  |  |                    |                    |
|  | San Marino |             |            | 2      |                    |                    |  |  |                    |                    |
|  | Algeria    | 0           |            |        |                    |                    |  |  |                    |                    |
|  | Algeria    | 0           | Italia (B) | 2      |                    |                    |  |  |                    |                    |
|  |            |             | Italia (B) | 2      |                    |                    |  |  |                    |                    |
|  |            | Italia (A)  | 0          |        |                    |                    |  |  |                    |                    |
|  | Italia (A) | Italia (A)  | 0          | 2      |                    |                    |  |  |                    |                    |
|  | Italia (A) |             |            | 2      |                    |                    |  |  |                    |                    |
|  | Slovenia   | 1           |            |        |                    |                    |  |  |                    |                    |
|  | Slovenia   | 1           | Italia (A) | 2      | Finale 3º/4º posto | Finale 3º/4º posto |  |  |                    |                    |
|  |            |             | Italia (A) | 2      | Finale 3º/4º posto | Finale 3º/4º posto |  |  |                    |                    |
|  |            | Grecia      | 0          |        |                    |                    |  |  |                    |                    |
|  | Egitto     | Grecia      | 0          | 0      | San Marino         | 2                  |  |  |                    |                    |
|  | Egitto     |             |            | 0      | San Marino         | 2                  |  |  |                    |                    |
|  | Grecia     | 2           |            | Grecia | 0                  |                    |  |  |                    |                    |
|  | Grecia     | 2           |            |        | 0                  |                    |  |  |                    |                    |
|  |            |             |            |        |                    |                    |  |  |                    |                    |
|  |            |             |            |        |                    |                    |  |  |                    |                    |

### Quarti di finale
| 30 agosto 2015, ore 14:30 CEST Stadio del Mare #2, Pescara | Italia (B) | 2 - 0 | Cipro    | 6 - 1, 6 - 0        | [ 17 ] |
| 30 agosto 2015, ore 14:30 CEST Stadio del Mare #1, Pescara | Egitto     | 0 - 2 | Grecia   | 1 - 6, 1 - 6        | [ 18 ] |
| 30 agosto 2015, ore 16:40 CEST Stadio del Mare #2, Pescara | San Marino | 2 - 0 | Algeria  | 6 - 0, 6 - 2        | [ 19 ] |
| 30 agosto 2015, ore 17:05 CEST Stadio del Mare #1, Pescara | Italia (A) | 2 - 1 | Slovenia | 6 - 3, 5 - 7, 6 - 0 | [ 20 ] |

### Semifinali
| 31 agosto 2015, ore 18:00 CEST Stadio del Mare #1, Pescara | Italia (A) | 2 - 0 | Grecia     | 6 - 1, 6 - 0 | [ 21 ] |
| 31 agosto 2015, ore 21:00 CEST Stadio del Mare #1, Pescara | Italia (B) | 2 - 0 | San Marino | 6 - 1, 6 - 3 | [ 22 ] |

### Finale 3º/4º posto
| 1 settembre 2015, ore 17:15 CEST Stadio del Mare #1, Pescara | San Marino | 2 - 0 | Grecia | 6 - 2, 6 - 3 | [ 23 ] |

### Finale 1º/2º posto
| 1 settembre 2015, ore 21:00 CEST Stadio del Mare #1, Pescara | Italia (B) | 2 - 0 | Italia (A) | 6 - 3, 6 - 1 | [ 24 ] |

## Torneo Misto

### Nazioni Partecipanti
- Algeria (2 squadre)
- Cipro (2 squadre)
- Egitto (2 squadre)
- Grecia (2 squadre)
- Italia (2 squadre)
- Marocco (2 squadre)
- San Marino (2 squadre)
- Slovenia (2 squadre)
- Tunisia (2 squadre)

### Formazioni
Per quanto riguarda il torneo misto tutte le nazioni hanno presentato due squadre.
| Algeria   |                           |      |
| Squadra A | Cognome e Nome            | Anno |
| Squadra A | Benaissa Amira            | 1989 |
| Squadra A | Keciba Mohamed Abdelwakil | 1992 |
| Squadra B | Cognome e Nome            | Anno |
| Squadra B | Boudjadi Hanine           | 1999 |
| Squadra B | Ghezal Youcef             | 1994 |

| Cipro     |                      |      |
| Squadra A | Cognome e Nome       | Anno |
| Squadra A | Koutrouza Cristopher | 1987 |
| Squadra A | Tsangaridou Antria   | 1997 |
| Squadra B | Cognome e Nome       | Anno |
| Squadra B | Baghdatis Petros     | 1979 |
| Squadra B | Tsakkistou Marianna  | 1996 |

| Egitto    |                 |      |
| Squadra A | Cognome e Nome  | Anno |
| Squadra A | Aziz Ahmed      | 1977 |
| Squadra A | Elwany Marwa    | 1976 |
| Squadra B | Cognome e Nome  | Anno |
| Squadra B | Ghoneim Mohamed | 1977 |
| Squadra B | Rashad Reeham   | 1995 |

| Grecia    |                            |      |
| Squadra A | Cognome e Nome             | Anno |
| Squadra A | Karavasilis Georgios       | 1981 |
| Squadra A | Papavasileiou Eirini Eleni | 1977 |
| Squadra B | Cognome e Nome             | Anno |
| Squadra B | Dimopoulos Ioannis         | 1978 |
| Squadra B | Sotiriadou Aspasia         | 1984 |

| Italia    |                    |      |
| Squadra A | Cognome e Nome     | Anno |
| Squadra A | Casadei Teo        | 1994 |
| Squadra A | Casadei Veronica   | 1998 |
| Squadra B | Cognome e Nome     | Anno |
| Squadra B | Bollettinari Diego | 1994 |
| Squadra B | Nobile Nicole      | 1995 |

| Marocco   |                |      |
| Squadra A | Cognome e Nome | Anno |
| Squadra A | Hidas Selma    | 1989 |
| Squadra A | Medina Adil    | 1985 |
| Squadra B | Cognome e Nome | Anno |
| Squadra B | Bouaouda Anass | 1994 |
| Squadra B | Oufares Meryem | 1984 |

| San Marino |                   |      |
| Squadra A  | Cognome e Nome    | Anno |
| Squadra A  | Bombini Nicolò    | 1995 |
| Squadra A  | Grandi Alice      | 1995 |
| Squadra B  | Cognome e Nome    | Anno |
| Squadra B  | Galli Alvise      | 1998 |
| Squadra B  | Zafferani Camilla | 1994 |

| Slovenia  |                  |      |
| Squadra A | Cognome e Nome   | Anno |
| Squadra A | Cevka Urban      | 1990 |
| Squadra A | Cuderman Marcela | 1990 |
| Squadra B | Cognome e Nome   | Anno |
| Squadra B | Brinovec Uros    | 1989 |
| Squadra B | Wildmann Lea     | 1990 |

| Tunisia   |                            |      |
| Squadra A | Cognome e Nome             | Anno |
| Squadra A | Ben Cheikh Boubaker Cyrine | 1996 |
| Squadra A | Gharbi Slim                | 1978 |
| Squadra B | Cognome e Nome             | Anno |
| Squadra B | Elmi Yosr                  | 1996 |
| Squadra B | Inoubli Jamel              | 1984 |

### Sedicesimi di finale
| 28 agosto 2015, ore 11:08 CEST Stadio del Mare #1, Pescara | Tunisia (A) | 2 - 0 | Egitto (A) | 6 - 2, 5 - 4 | [ 25 ] |
| 28 agosto 2015, ore 12:15 CEST Stadio del Mare #1, Pescara | Algeria (B) | 0 - 2 | Cipro (B)  | 1 - 6, 0 - 6 | [ 26 ] |

### Ottavi di finale
| 28 agosto 2015, ore 13:05 CEST Stadio del Mare #1, Pescara | Grecia (A)     | 0 - 2 | Tunisia (B)    | 6 - 2, 6 - 2        | [ 27 ] |
| 28 agosto 2015, ore 13:40 CEST Stadio del Mare #1, Pescara | Algeria (A)    | 0 - 2 | Slovenia (B)   | 1 - 6, 1 - 6        | [ 28 ] |
| 28 agosto 2015, ore 14:30 CEST Stadio del Mare #1, Pescara | Grecia (B)     | 2 - 0 | San Marino (A) | 7 - 5, 6 - 2        | [ 29 ] |
| 28 agosto 2015, ore 15:30 CEST Stadio del Mare #1, Pescara | Marocco (A)    | 0 - 2 | Slovenia (A)   | 2 - 6, 2 - 6        | [ 30 ] |
| 29 agosto 2015, ore 11:00 CEST Stadio del Mare #2, Pescara | San Marino (A) | 2 - 0 | Egitto (B)     | 6 - 0, 6 - 0        | [ 31 ] |
| 29 agosto 2015, ore 11:00 CEST Stadio del Mare #1, Pescara | Cipro (B)      | 0 - 2 | Italia (B)     | 0 - 6, 1 - 6        | [ 32 ] |
| 29 agosto 2015, ore 12:00 CEST Stadio del Mare #2, Pescara | Marocco (B)    | 1 - 2 | Cipro (A)      | 2 - 6, 6 - 4, 3 - 6 | [ 33 ] |
| 29 agosto 2015, ore 12:15 CEST Stadio del Mare #1, Pescara | Italia (A)     | 2 - 0 | Tunisia (A)    | 6 - 2, 6 - 0        | [ 34 ] |

### Riassunto fase finale
|  | Quarti         | Quarti       |              |              | Semifinale         | Semifinale         |  |  | Finale 1º/2º posto | Finale 1º/2º posto |
|  |                |              |              |              |                    |                    |  |  |                    |                    |
|  |                |              |              |              |                    |                    |  |  |                    |                    |
|  |                |              |              |              |                    |                    |  |  |                    |                    |
|  | Italia (A)     | 2            |              |              |                    |                    |  |  |                    |                    |
|  | Italia (A)     | 2            |              |              |                    |                    |  |  |                    |                    |
|  | Cipro (A)      | 0            |              |              |                    |                    |  |  |                    |                    |
|  | Cipro (A)      | 0            | Italia (A)   | 2            |                    |                    |  |  |                    |                    |
|  |                |              | Italia (A)   | 2            |                    |                    |  |  |                    |                    |
|  |                | Slovenia (B) | 0            |              |                    |                    |  |  |                    |                    |
|  | Grecia (B)     | Slovenia (B) | 0            | 1            |                    |                    |  |  |                    |                    |
|  | Grecia (B)     |              |              | 1            |                    |                    |  |  |                    |                    |
|  | Slovenia (B)   | 2            |              |              |                    |                    |  |  |                    |                    |
|  | Slovenia (B)   | 2            | Italia (A)   | 1            |                    |                    |  |  |                    |                    |
|  |                |              | Italia (A)   | 1            |                    |                    |  |  |                    |                    |
|  |                | Italia (B)   | 2            |              |                    |                    |  |  |                    |                    |
|  | Grecia (A)     | Italia (B)   | 2            | 0            |                    |                    |  |  |                    |                    |
|  | Grecia (A)     |              |              | 0            |                    |                    |  |  |                    |                    |
|  | Slovenia (A)   | 2            |              |              |                    |                    |  |  |                    |                    |
|  | Slovenia (A)   | 2            | Slovenia (A) | 1            | Finale 3º/4º posto | Finale 3º/4º posto |  |  |                    |                    |
|  |                |              | Slovenia (A) | 1            | Finale 3º/4º posto | Finale 3º/4º posto |  |  |                    |                    |
|  |                | Italia (B)   | 2            |              |                    |                    |  |  |                    |                    |
|  | San Marino (A) | Italia (B)   | 2            | 0            | Slovenia (A)       | 2                  |  |  |                    |                    |
|  | San Marino (A) |              |              | 0            | Slovenia (A)       | 2                  |  |  |                    |                    |
|  | Italia (B)     | 2            |              | Slovenia (B) | 0                  |                    |  |  |                    |                    |
|  | Italia (B)     | 2            |              |              | 0                  |                    |  |  |                    |                    |
|  |                |              |              |              |                    |                    |  |  |                    |                    |
|  |                |              |              |              |                    |                    |  |  |                    |                    |

### Quarti di finale
| 30 agosto 2015, ore 10:00 CEST Stadio del Mare #2, Pescara | Italia (A)     | 2 - 0 | Cipro (A)    | 6 - 0, 6 - 3        | [ 35 ] |
| 30 agosto 2015, ore 10:00 CEST Stadio del Mare #1, Pescara | Grecia (A)     | 0 - 2 | Slovenia (A) | 4 - 6, 5 - 7        | [ 36 ] |
| 30 agosto 2015, ore 11:05 CEST Stadio del Mare #2, Pescara | Grecia (B)     | 1 - 2 | Slovenia (B) | 6 - 4, 5 - 7, 4 - 6 | [ 37 ] |
| 30 agosto 2015, ore 11:45 CEST Stadio del Mare #1, Pescara | San Marino (A) | 0 - 2 | Italia (B)   | 0 - 6, 2 - 6        | [ 38 ] |

### Semifinali
| 31 agosto 2015, ore 14:30 CEST Stadio del Mare #1, Pescara | Italia (A)   | 2 - 0 | Slovenia (B) | 6 - 2, 6 - 4       | [ 39 ] |
| 31 agosto 2015, ore 16:00 CEST Stadio del Mare #1, Pescara | Slovenia (A) | 1 - 2 | Italia (B)   | 6 - 2, 5 - 7, 1- 6 | [ 40 ] |

### Finale 3º/4º posto
| 1 settembre 2015, ore 14:30 CEST Stadio del Mare #1, Pescara | Slovenia (B) | 0 - 2 | Slovenia (A) | 1 - 6, 2 - 6 | [ 41 ] |

### Finale 1º/2º posto
| 1 settembre 2015, ore 15:45 CEST Stadio del Mare #1, Pescara | Italia (A) | 1 - 2 | Italia (B) | 6 - 3, 3 - 6, 0 - 6 | [ 42 ] |